# 三级警司

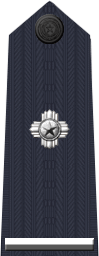
三级警司警衔肩章

三级警司为中华人民共和国人民警察警衔体系的第11等级，由各省、自治区、直辖市公安厅局长（公安部直属机关由公安部政治部主任）授予科员级、办事员级以及专业技术初级警官，现行制式衬衣为浅蓝色，标志为一道横杠加1枚四角星花。